# ジャッキー・ブレンストン
ジャッキー・ブレンストン（Jackie Brenston、1930年8月15日 - 1979年12月15日）は、アメリカ合衆国のリズム・アンド・ブルース歌手、サクソフォーン奏者で、アイク・ターナーのバンドとともに、ロックンロールの先駆となった楽曲「ロケット88 (Rocket 88)」の最初のバージョンを録音した。

## 経歴
ブレンストンは、アメリカ合衆国ミシシッピ州クラークスデールに生まれた。1947年に陸軍を除隊となって帰郷して、テナー・サックスの演奏を学び、ターナーと1950年に知り合って、サックス奏者としてバンドに加わり、ときには歌も歌った。ターナーのバンド、キングス・オブ・リズム (Kings of Rhythm) は、B.B.キングの推薦でメンフィスで録音スタジオを経営していたサム・フィリップスの下で、1951年3月はじめに数曲の吹き込みを行なったが、その中には、ブレンストンがリード・ボーカルをとり、ソングライターとしてもクレジットされた「ロケット88」が含まれていた。
フィリップスは、この録音をシカゴのチェス・レコードに送り、「ロケット88」はチェスから、ターナーの名義ではなく「ジャッキー・ブレンストン・アンド・ヒズ・デルタ・キャッツ (Jackie Brenston and his Delta Cats)」名義でリリースされた。このレコードは、『ビルボード』誌のR&Bチャートの首位に立ち、ひと月以上もその座に留まった。フィリップスは後に、この盤こそが最初のロックンロール・レコードだったと述べ、ほかにも多数の「最初のロックンロール・レコード」の候補がある中で、この見解は他の論者たちによってもしばしば繰り返されることになった。このレコードの成功を機に、フィリップスは翌1952年にサン・レコードを立ち上げた。
ブレンストンはもう一度だけターナーのもとで吹き込みを行なう機会があったが、その後、ターナーの元を離れて、ローウェル・フルソンのバンドで2年間演奏した。その後、1955年から1962年にかけて、ターナーのバンドに出戻って演奏した。この時期にもブレンストンがバンドの伴奏で歌うことは時おりあったが、ターナーは「ロケット88」を歌わせることは禁じていたようである。
やがてフィリップスは、アルコール依存症に陥ったが、地元のバンドで演奏を続けた。1963年にアール・フッカーと最後の吹き込みを行なった後は、トラック運転手などの仕事を時おりやっていたが、メンフィスで心筋梗塞のために49歳で死去した。

## 遺されたもの
2007年、レヴ＝オラ・レコード (Rev-Ola Records) が、ブレンストンが録音した24面分の音源を集めたコンピレーション・アルバムをリリースした。ブレンストンが遺した功績について、音楽についての著述家で、音楽史家でもあるリッチー・アンタ—バーガー (Richie Unterberger) は次のように述べている。
レコードの影にアーティストの姿が隠れてしまうような例があるとしたら、ジャッキー・ブレンストンの「ロケット88」はまさしくそれにあたるだろう。... ブレンストンは、自らの記念碑的な作品の脚注のような扱いにされており、ピアニストでバンドリーダーだったアイク・ターナーの役割ばかりが強調される一方で、ブレンストンはたまたま僥倖からスポットライトが当たったひとりの職人に過ぎないかのように描かれることさえある。... （ブレンストンは）R&Bのボーカリストとしてひとかどの職人であったが、一部の批評家が述べるようなとるに足らない人物だったわけではない。